# Cyrba nigrimana
Cyrba nigrimana là một loài nhện trong họ Salticidae.
Loài này thuộc chi Cyrba. Cyrba nigrimana được Eugène Simon miêu tả năm 1900.